# Guillaume de La Palud
Guillaume de La Palud   (né à Gressan, mort à Aoste le 22 novembre 1170) est un ecclésiastique valdôtain qui fut évêque d'Aoste de 1161 à 1170.

## Biographie
Guillaume est originaire du hameau de La Palud dans l'ancienne paroisse de Chevrot (actuellement Gressan). Il est d'abord vers 1150 chanoine de la Cathédrale d'Aoste.
Son épiscopat est documenté entre 1160 et 1170. Les quelques actes qui demeurent sont le plus souvent liés à des transactions relatives à la mense épiscopale.  En 1160 il conclut un contrat avec un certain Guibert di Margencello et son frère Oddon. En novembre 1161 il passe une convention avec un certain « Pierre de Cogne »  en 1167 et de nouveau le 3 octobre 1168, il effectue des acquisitions destinées à l'augmenter.  En 1170 enfin, il intervient lors d'un règlement promulgué par l'archevêque de Tarentaise pour ses chanoines. 
Guillaume de La Palud est évoqué dans le « Liber Redditum » et le « Libber Anniversarorum » de 1372 qui précise qu'il est à l'origine de la fondation d'un réfectoire pour le chapitre de la cathédrale d'Aoste et qui date sa mort d'un 22 novembre. Il lègue son fief de La Palud à la mense épiscopale.

### Sources
- (it) Aimé-Pierre Frutaz, Fonti per la storia de la Valle d'Aosta « Cronotassi dei vescovi », Ed. di Storia e Letteratura, Rome, 1966. Réédition 1997  (ISBN 8886523335),
- (it) Fedele Savio, Gli antichi vescovi d'Italia dalle origini al 1300 descretti per regioni, Fratelli Bocca Editore  1898.